# Stenarctia
Stenarctia é um género de traça pertencente à família Arctiidae.